# Grodská ulice (Krakov)
Grodská ulice (polsky Ulica Grodzka) je jednou z nejstarších ulic polského města Krakov. Ulice začíná na severovýchodním kraji Krakovského rynku a pokračuje jižním směrem až k Wawelu. Její název se nachází již v dokumentech z druhé poloviny 13. století. Délka ulice je 650 metrů.
V období před lokací města v roce 1257 zde existovala osada zvaná Okół, jejíž centrum leželo v okolí románského kostela svatého Ondřeje. Kromě toho zde byly ještě dva, dnes již neexistující kostely, kostel svaté Marie Magdaleny a kostel Všech svatých. Ulice byla zakončena Grodskou bránou (zbořena na počátku 19. století) od níž vedla cesta ke Stradomi a ke Královskému mostu (zničen při povodni v roce 1813) přes Vislu.
Grodská ulice leží na někdejší Královské cestě, která vedla ze čtvrti Kleparz přes Floriánskou bránu, Krakovský rynek, ke Královskému hradu na Wawelu.

## Významné objekty
- Kostel sv. Petra a Pavla
- Kostel sv. Ondřeje
- Kostel sv. Martina
- Královský arzenál – dnes sídlo Geografického institutu Jagelonské univerzity
- Kostel sv. Jiljí